# Virgilio Spigai
Virgilio Spigai (La Spezia, 24 settembre 1907 – Roma, 30 luglio 1976) è stato un ammiraglio italiano che ha ricoperto l'incarico di capo di stato maggiore della Marina.

## Biografia
Frequentò l'Accademia Navale, dove fece il suo ingresso nel 1923, uscendo come guardiamarina nel 1928.
Durante la seconda guerra mondiale fu capitano di corvetta al comando di vari sommergibili tra i quali l'Ametista, distinguendosi nella guerra subacquea nel Mediterraneo.
Al momento dell'armistizio dell'8 settembre 1943 era capitano di fregata agli ordini dell'ammiraglio Luigi Mascherpa nell'isola di Lero. Si batté come il comandante dell'artiglieria per la difesa dell'isola dal 23 settembre al 17 novembre 1943. Venne fatto prigioniero dai tedeschi e internato in Germania da dove rientrò in patria nel settembre 1945. Per il suo comportamento gli venne conferita l'onorificenza di Cavaliere dell’Ordine Militare d’Italia.
Nel 1946 e nel 1947 fu comandante della corazzata Vittorio Veneto e quindi comandante della prima e della quinta squadriglia torpediniere. Divenne contrammiraglio nel dicembre 1957 e fu nominato comandante dell'Istituto di Guerra Marittimo, comando che ha retto per oltre quattro anni. Promosso ammiraglio di divisione 1962 comandò la I Divisione navale; nel dicembre 1964 fu nominato ammiraglio di squadra e rivestì l'incarico di consigliere militare del presidente della Repubblica. Dal settembre 1968 venne nominato Capo di Stato Maggiore della Marina, subentrando all'ammiraglio Alessandro Michelagnoli e reggendo tale incarico fino al 21 ottobre 1970